# علی‌آباد سادات (جیرفت)
علی‌آباد سازمان روستایی در دهستان اسماعیلی بخش اسماعیلی شهرستان جیرفت استان کرمان ایران است.

## جمعیت
بر پایه سرشماری عمومی نفوس و مسکن در سال ۱۳۹۵ جمعیت این مکان ۵۷۰ نفر (۱۷۹خانوار) بوده‌است.